# Liste der historischen Komitate Ungarns
Nachfolgend sind die historischen Komitate Ungarns ab 1876 aufgeführt.

## Ungarische Komitate von 1876 bis 1918
Im Königreich Ungarn bestanden nach dem Österreichisch-Ungarischen Ausgleich ab 1876 folgende Komitate (damals auch Gespanschaften genannt):

Die ungarische Reichshälfte und ihre Einteilung in Komitate nach 1883

### Magyarország – Ungarn (63 Komitate: Stand 1910)
| Name                                                       | Komitatssitz                                                                        | Fläche km² | Einwohner (Volkszählung 1910) | Anmerkungen                                                                         | (Haupt-) Bevölkerung                   |
| ---------------------------------------------------------- | ----------------------------------------------------------------------------------- | ---------- | ----------------------------- | ----------------------------------------------------------------------------------- | -------------------------------------- |
| Abaúj-Torna (Abaujwar-Tornau)                              | Kassa (Kaschau, slowakisch Košice)                                                  | 3.317      | 202.288                       | entstand 1881 aus Abaúj und Torna heute Ungarn & Slowakei                           | Ungarn, Slowaken                       |
| Alsó-Fehér (Unterweißenburg)                               | Nagyenyed (Straßburg, rumänisch Aiud)                                               | 3.646      | 221.618                       | siehe Alba heute Rumänien                                                           | Rumänen, Ungarn                        |
| Arad                                                       | Arad                                                                                | 6.048      | 414.388                       | siehe Arad heute Rumänien & Ungarn                                                  | Rumänen, Ungarn, Deutsche              |
| Árva (Arwa)                                                | Alsókubin (Unterkubin, slowakisch Dolný Kubín)                                      | 2.019      | 78.745                        | heute Slowakei & Polen                                                              | Slowaken, Polen                        |
| Bács-Bodrog (Batsch-Bodrog)                                | Zombor (serbisch Sombor)                                                            | 10.362     | 812.385                       | siehe Bács-Kiskun & Vojvodina heute Ungarn & Serbien & Kroatien                     | Ungarn, Deutsche, Serben, Slowaken     |
| Baranya (Branau)                                           | Pécs (Fünfkirchen)                                                                  | 5.177      | 352.478                       | siehe Gespanschaft Osijek-Baranja heute Ungarn & Kroatien                           | Ungarn, Deutsche, Serben, Kroaten      |
| Bars (Barsch)                                              | Aranyosmarót (Goldmorawitz, slowakisch Zlaté Moravce)                               | 2.724      | 178.500                       | heute Slowakei                                                                      | Slowaken, Ungarn, Deutsche             |
| Békés (Bekesch)                                            | Gyula (Jula)                                                                        | 3.670      | 298.710                       | -                                                                                   | Ungarn, Slowaken                       |
| Bereg (Berg)                                               | Beregszász (Bergsaß, ukrainisch Berehowe [Берегове])                                | 3.786      | 236.611                       | siehe Szabolcs-Szatmár-Bereg & Oblast Transkarpatien Ukraine & Ungarn               | Ruthenen, Ungarn, Deutsche             |
| Beszterce-Naszód (Bistritz-Naszod)                         | Beszterce (Bistritz, rumänisch Bistrița)                                            | 4.333      | 127.843                       | siehe Bistrița-Năsăud heute Rumänien                                                | Rumänen, Deutsche, Ungarn              |
| Bihar                                                      | Nagyvárad (Großwardein, rumänisch Oradea)                                           | 10.657     | 646.301                       | siehe Bihor, Hajdú-Bihar heute Rumänien & Ungarn                                    | Ungarn, Rumänen                        |
| Borsod (Borschod)                                          | Miskolc (Mischkolz)                                                                 | 3.629      | 289.914                       | siehe Borsod-Abaúj-Zemplén                                                          | Ungarn                                 |
| Brassó (Kronstadt)                                         | Brassó (Kronstadt, rumänisch Brașov)                                                | 1.492      | 101.199                       | siehe Brașov heute Rumänien                                                         | Ungarn, Rumänen, Deutsche              |
| Csanád (Tschanad)                                          | Makó                                                                                | 1.714      | 145.248                       | siehe Komitat Békés, Komitat Csongrád-Csanád heute Rumänien & Ungarn                | Ungarn, Slowaken, Rumänen              |
| Csík (Tschick)                                             | Csíkszereda (Szeklerburg, rumänisch Miercurea Ciuc)                                 | 5.064      | 145.720                       | siehe Harghita heute Rumänien                                                       | Ungarn, Rumänen                        |
| Csongrád (Tschongrad)                                      | Szentes                                                                             | 3.569      | 325.568                       | heute Ungarn & Serbien, siehe Komitat Csongrád-Csanád                               | Ungarn                                 |
| Esztergom (Gran)                                           | Esztergom (Gran)                                                                    | 1.077      | 90.817                        | siehe Komárom-Esztergom heute Ungarn & Slowakei                                     | Ungarn, Deutsche                       |
| Fejér (Weißenburg)                                         | Székesfehérvár (Stuhlweißenburg)                                                    | 4.129      | 250.670                       | siehe Komitat Fejér                                                                 | Ungarn, Deutsche                       |
| Fogaras (Fogarasch)                                        | Fogaras (Fogarasch, rumänisch Făgăraș)                                              | 2.444      | 95.174                        | siehe Brașov heute Rumänien                                                         | Rumänen                                |
| Gömör és Kis-Hont (Gemer und Kleinhont)                    | Rimaszombat (Großsteffelsdorf, slowakisch Rimavská Sobota)                          | 4.278      | 188.098                       | heute Ungarn & Slowakei                                                             | Ungarn, Slowaken                       |
| Győr (Raab)                                                | Győr (Raab)                                                                         | 1.534      | 136.295                       | siehe Győr-Moson-Sopron heute Ungarn & Slowakei                                     | Ungarn                                 |
| Hajdú (Haiduck)                                            | Debrecen (Debreczin)                                                                | 3.343      | 253.863                       | siehe Hajdú-Bihar                                                                   | Ungarn                                 |
| Háromszék                                                  | Sepsiszentgyörgy (Sankt Georgen, rumänisch Sfântu Gheorghe)                         | 3.889      | 148.080                       | siehe Covasna heute Rumänien                                                        | Ungarn, Rumänen                        |
| Heves (Hewesch)                                            | Eger (Erlau)                                                                        | 3.761      | 279.700                       | siehe Komitat Heves                                                                 | Ungarn                                 |
| Hont                                                       | Ipolyság (Eipelschlag, slowakisch Šahy)                                             | 2.633      | 132.441                       | siehe Pest & Nógrád heute Slowakei und Ungarn                                       | Ungarn, Slowaken                       |
| Hunyad                                                     | Déva (Diemrich, rumänisch Deva)                                                     | 7.709      | 340.135                       | siehe Hunedoara heute Rumänien                                                      | Rumänen, Ungarn                        |
| Jász-Nagykun-Szolnok (Jaß-Großkumanien-Sollnock)           | Szolnok (Sollnock)                                                                  | 5.251      | 373.964                       | siehe Komitat Jász-Nagykun-Szolnok                                                  | Ungarn                                 |
| Kis-Küküllő (Klein-Kokelburg)                              | Dicsőszentmárton (Sankt Martin, rumänisch Târnăveni)                                | 1.724      | 116.091                       | siehe Mureș & Alba & Sibiu heute Rumänien                                           | Rumänen, Ungarn, Deutsche              |
| Kolozs (Klausenburg)                                       | Kolozsvár (Klausenburg, rumänisch Cluj-Napoca)                                      | 5.006      | 286.687                       | siehe Cluj heute Rumänien                                                           | Rumänen, Ungarn                        |
| Komárom (Komorn)                                           | Komárom (Komorn, slowakisch Komárno)                                                | 2.843      | 201.850                       | siehe Komárom-Esztergom heute Slowakei und Ungarn                                   | Ungarn                                 |
| Krassó-Szörény                                             | Lugos (Lugosch, rumänisch Lugoj)                                                    | 11.074     | 466.147                       | entstand 1881 aus Krassó und Szörény, siehe Caraș-Severin & Timiș heute Rumänien    | Rumänen, Deutsche, Ungarn, Krassovanen |
| Liptó (Liptau)                                             | Liptószentmiklós (Liptau-Sankt Nikolaus, slowakisch damals Liptovský Svätý Mikuláš) | 2.246      | 86.906                        | heute Slowakei                                                                      | Slowaken                               |
| Máramaros (Maramuresch)                                    | Máramarossziget (Maramureschsigeth, rumänisch Sighetu Marmației)                    | 9.716      | 357.705                       | siehe Maramureș heute Rumänien & Ukraine                                            | Ruthenen, Rumänen, Ungarn, Deutsche    |
| Maros-Torda                                                | Marosvásárhely (Neumarkt an der Mieresch, rumänisch Târgu Mureș)                    | 4.203      | 219.589                       | siehe Mureș heute Rumänien                                                          | Ungarn, Rumänen                        |
| Moson (Wieselburg)                                         | Magyaróvár (Ungarisch-Altenburg)                                                    | 1.989      | 94.479                        | siehe Győr-Moson-Sopron heute Ungarn & Österreich & Slowakei                        | Deutsche, Ungarn                       |
| Nagy-Küküllő (Groß-Kokelburg)                              | Segesvár (Schäßburg, rumänisch Sighișoara)                                          | 3.337      | 148.826                       | siehe Mureș & Brașov & Sibiu heute Rumänien                                         | Deutsche, Rumänen, Ungarn              |
| Nógrád (Neograd/Neuburg)                                   | Balassagyarmat (Jahrmarkt)                                                          | 4.128      | 261.517                       | heute Slowakei und Ungarn, siehe Komitat Nógrád                                     | Ungarn, Slowaken                       |
| Nyitra (Neutra)                                            | Nyitra (Neutra, slowakisch Nitra)                                                   | 5.519      | 457.455                       | heute Slowakei                                                                      | Slowaken, Ungarn, Deutsche             |
| Pest-Pilis-Solt-Kiskun (Pest-Pilisch-Scholt-Kleinkumanien) | Budapest                                                                            | 13.170     | 1978.041 (mit Budapest)       | siehe Pest & Bács-Kiskun                                                            | Ungarn, Deutsche, Slowaken             |
| Pozsony (Pressburg)                                        | Pozsony (Pressburg, slowakisch damals Prešporok)                                    | 4.370      | 389.750                       | heute Slowakei                                                                      | Slowaken, Ungarn, Deutsche             |
| Sáros (Scharosch)                                          | Eperjes (Eperies, slowakisch Prešov)                                                | 3.652      | 174.620                       | heute Slowakei & Polen                                                              | Slowaken, Ruthenen, Ungarn             |
| Somogy (Schomodei)                                         | Kaposvár (Ruppertiberg)                                                             | 6.675      | 365.961                       | siehe Komitat Somogy                                                                | Ungarn, Deutsche                       |
| Sopron (Ödenburg)                                          | Sopron (Ödenburg)                                                                   | 3.256      | 283.510                       | siehe Győr-Moson-Sopron heute Ungarn & Österreich                                   | Ungarn, Deutsche                       |
| Szabolcs (Saboltsch)                                       | Nyíregyháza                                                                         | 4.637      | 319.818                       | siehe Szabolcs-Szatmár-Bereg heute Ukraine & Ungarn                                 | Ungarn                                 |
| Szatmár (Sathmar)                                          | Nagykároly (Großkarol, rumänisch Carei)                                             | 6.287      | 396.632                       | siehe Szabolcs-Szatmár-Bereg & Satu Mare & Maramureș heute Rumänien & Ungarn        | Ungarn, Rumänen                        |
| Szeben (Hermannstadt)                                      | Nagyszeben (Hermannstadt, rumänisch Sibiu)                                          | 3.619      | 176.921                       | siehe Sibiu heute Rumänien                                                          | Rumänen, Deutsche                      |
| Szepes (Zips)                                              | Lőcse (Leutschau, slowakisch Levoča)                                                | 3.654      | 172.867                       | heute Slowakei                                                                      | Slowaken, Deutsche, Ungarn             |
| Szilágy (Waldland)                                         | Zilah (Zillenmarkt, rumänisch Zalău)                                                | 3.815      | 230.140                       | siehe Sălaj heute Rumänien                                                          | Rumänen, Ungarn                        |
| Szolnok-Doboka                                             | Dés (Burglos, rumänisch Dej)                                                        | 4.786      | 251.936                       | siehe Cluj & Maramureș & Bistrița-Năsăud & Sălaj heute Rumänien                     | Rumänen, Ungarn                        |
| Temes (Temesch)                                            | Temesvár (Temeswar, rumänisch Timișoara)                                            | 7.433      | 500.835                       | siehe Timiș & Vojvodina heute Rumänien & Serbien                                    | Rumänen, Deutsche, Ungarn, Serben      |
| Tolna (Tolnau)                                             | Szekszárd (Sechshard)                                                               | 3.537      | 267.259                       | siehe Komitat Tolna                                                                 | Ungarn, Deutsche                       |
| Torda-Aranyos                                              | Torda (Thorenburg, rumänisch Turda)                                                 | 3.517      | 174.375                       | siehe Cluj & Mureș & Alba heute Rumänien                                            | Rumänen, Ungarn                        |
| Torontál (Torontal)                                        | Nagybecskerek (Groß-Betschkerek, serbisch Zrenjanin)                                | 10.016     | 615.151                       | siehe Komitat Csongrád-Csanád & Timiș & Vojvodina heute Rumänien & Serbien & Ungarn | Serben, Deutsche, Ungarn, Rumänen      |
| Trencsén (Trentschin)                                      | Trencsén (Trentschin, slowakisch Trenčín)                                           | 4.456      | 310.437                       | heute Slowakei                                                                      | Slowaken                               |
| Turóc (Turz)                                               | Turócszentmárton (Turz-Sankt-Martin, slowakisch Martin)                             | 1.123      | 55.703                        | heute Slowakei                                                                      | Slowaken, Deutsche                     |
| Udvarhely                                                  | Székelyudvarhely (Odorhellen, rumänisch Odorheiu Secuiesc)                          | 2.938      | 124.173                       | siehe Harghita heute Rumänien                                                       | Ungarn                                 |
| Ugocsa (Ugotsch)                                           | Nagyszőlős (ukrainisch Wynohradiw [Виноградів])                                     | 1.213      | 91.755                        | siehe Oblast Transkarpatien heute Ukraine & Rumänien                                | Ungarn, Ruthenen, Rumänen              |
| Ung                                                        | Ungvár (Ungstadt, ukrainisch Uschhorod) (Ужгород)                                   | 3.230      | 162.089                       | siehe Oblast Transkarpatien heute Ukraine & Slowakei & Ungarn                       | Ruthenen, Ungarn, Slowaken             |
| Vas (Eisenburg)                                            | Szombathely (Steinamanger)                                                          | 5.474      | 435.793                       | heute Ungarn & Österreich & Slowenien, siehe Komitat Vas                            | Ungarn, Deutsche, Slowenen             |
| Veszprém                                                   | Veszprém (Weißbrunn)                                                                | 3.953      | 229.776                       | siehe Komitat Veszprém                                                              | Ungarn, Deutsche                       |
| Zala                                                       | Zalaegerszeg (Egersee)                                                              | 5.994      | 466.333                       | heute Ungarn & Kroatien & Slowenien, siehe Komitat Zala                             | Ungarn, Kroaten, Slowenen              |
| Zemplén (Semplin)                                          | Sátoraljaújhely (Neustadt)                                                          | 6.282      | 343.194                       | siehe Borsod-Abaúj-Zemplén heute Slowakei & Ungarn                                  | Ungarn, Slowaken                       |
| Zólyom (Sohl)                                              | Besztercebánya (Neusohl, slowakisch Banská Bystrica)                                | 2.634      | 133.653                       | heute Slowakei                                                                      | Slowaken, Ungarn                       |
| Summen                                                     | Summen                                                                              | 282.849    | 18.214.727                    |                                                                                     |                                        |

### „Corpus separatum“ – Stadt Fiume mit Gebiet
| Name                                                                              | Komitatssitz             | Fläche km² | Einwohner (Volkszählung 1910) | Anmerkungen                                                             |
| --------------------------------------------------------------------------------- | ------------------------ | ---------- | ----------------------------- | ----------------------------------------------------------------------- |
| Fiume város és területe (Stadt Fiume mit Gebiet, kroatisch Grad Rijeka i okolina) | Fiume (kroatisch Rijeka) | 21         | 49.806                        | 1920–1924 unabhängig, 1924–1947 zu Italien, heute Kroatien siehe Rijeka |

## Kroatische Komitate

Die kroatischen Gespanschaften (Kroatien-Slawonien) zur Zeit des Königreiches Ungarn 1867/68

Die 8 Komitate im Königreich Kroatien und Slawonien, ungarisch: Horvát-Szlavónország (Stand 1910):
| Name                                                           | Komitatssitz                                                           | Fläche km² | Einwohner (Volkszählung 1910) | Anmerkungen                                                             |
| -------------------------------------------------------------- | ---------------------------------------------------------------------- | ---------- | ----------------------------- | ----------------------------------------------------------------------- |
| Belovár-Kőrös (dt. Belovár-Kreuz, kroatisch Bjelovar-Križevci) | Belovár (Bellau, kroatisch Bjelovar)                                   | 5.070      | 332.592                       | siehe Gespanschaft Bjelovar-Bilogora & Gespanschaft Koprivnica-Križevci |
| Lika-Krbava (kroatisch Lika-Krbava)                            | Goszpics (Gospitsch, kroatisch Gospić)                                 | 6.211      | 204.710                       | siehe Gespanschaft Lika-Senj                                            |
| Modrus-Fiume (kroatisch Modruš-Rijeka)                         | Ogulin                                                                 | 4.879      | 231.654                       | siehe Gespanschaft Primorje-Gorski kotar & Gespanschaft Karlovac        |
| Pozsega (kroatisch Požega)                                     | Pozsega (kroatisch Požega)                                             | 4.929      | 265.272                       | siehe Gespanschaft Požega-Slawonien & Gespanschaft Brod-Posavina        |
| Szerém (Syrmien, kroatisch Srijem)                             | Vukovár (Wulkoburg, kroatisch Vukovar)                                 | 6.866      | 414.234                       | siehe Gespanschaft Vukovar-Syrmien & Vojvodina heute Kroatien & Serbien |
| Varasd (Warasdin, kroatisch Varaždin)                          | Varasd (Warasdin, kroatisch Varaždin)                                  | 2.507      | 307.010                       | siehe Gespanschaft Varaždin & Gespanschaft Krapina-Zagorje              |
| Verőce (Virovititz, kroatisch Virovitica)                      | Eszék (Esseg, kroatisch Osijek, vormals war Virovitica die Hauptstadt) | 4.867      | 272.430                       | siehe Gespanschaft Virovitica-Podravina & Gespanschaft Osijek-Baranja   |
| Zágráb (Agram, kroatisch Zagreb)                               | Zágráb (Agram, kroatisch Zagreb)                                       | 7.212      | 594.052                       | siehe Stadt Zagreb & Gespanschaft Zagreb & Gespanschaft Sisak-Moslavina |
| Summen                                                         | Summen                                                                 | 42.541     | 2.621.954                     |                                                                         |

Zu den Komitaten ab 1918 siehe Liste der Komitate Ungarns.

## Administrative Einteilung
Der ungarische Landesteil samt Siebenbürgen wird seit 1881 in folgende sieben Gebiete unterteilt:
1. Landesteil links der Donau (Duna bal partja)
  - Komitat Arwa
  - Komitat Bars
  - Komitat Gran
  - Komitat Hont
  - Komitat Liptau
  - Komitat Neograd
  - Komitat Neutra
  - Komitat Pressburg
  - Komitat Sohl
  - Komitat Trentschin
  - Komitat Turz
2. Landesteil rechts der Donau (Duna jobb partja)
  - Komitat Baranya
  - Komitat Weißenburg
  - Komitat Raab
  - Komitat Komorn
  - Komitat Wieselburg
  - Komitat Somogy
  - Komitat Ödenburg
  - Komitat Tolna
  - Komitat Eisenburg
  - Komitat Veszprém
  - Komitat Zala
3. Landesteil zwischen Donau und Theiß (Duna-Tisza köze)
  - Komitat Bács-Bodrog
  - Komitat Csongrád
  - Komitat Heves
  - Komitat Jász-Nagykun-Szolnok
  - Komitat Pest-Pilis-Solt-Kiskun
4. Landesteil rechts von der Theiß (Tisza jobb partja)
  - Komitat Abaúj-Torna
  - Komitat Bereg
  - Komitat Borsod
  - Komitat Gemer und Kleinhont
  - Komitat Sáros
  - Komitat Zips
  - Komitat Ung
  - Komitat Semplin
5. Landesteil links von der Theiß (Tisza bal partja)
  - Komitat Békés
  - Komitat Bihar
  - Komitat Hajdú
  - Komitat Máramaros
  - Komitat Szabolcs
  - Komitat Sathmar
  - Komitat Szilágy
  - Komitat Ugocsa
6. Theiß-Maros-Winkel (Tisza-Maros szöge)
  - Komitat Arad
  - Komitat Csanád
  - Komitat Krassó-Szörény
  - Komitat Temes
  - Komitat Torontal
7. Jenseits des Königssteigs (Királyhágóntúl), svw. Siebenbürgen
  - Komitat Unterweißenburg
  - Komitat Bistritz-Naszod
  - Komitat Kronstadt
  - Komitat Csík
  - Komitat Fogaras
  - Komitat Háromszék
  - Komitat Hunyad
  - Komitat Klein-Kokelburg
  - Komitat Klausenburg
  - Komitat Maros-Torda
  - Komitat Groß-Kokelburg
  - Komitat Hermannstadt
  - Komitat Szolnok-Doboka
  - Komitat Torda-Aranyos
  - Komitat Udvarhely

Dazu kamen die Stadt Fiume und Gebiet (als corpus separatum) und das Königreich Kroatien und Slawonien.

## Komitate in der heutigen Slowakei
Die Namen der Komitate, die heute ganz oder teilweise zum Staatsgebiet der Slowakei zählen, lauten bis 1918 wie folgt (deutsch / ungarisch / slowakisch):
1. Abaujwar-Tornau / Abaúj-Torna / Abov-Turňa
2. Arwa / Árva / Orava
3. Barsch / Bars / Tekov
4. Gemer und Kleinhont / Gömör és Kishont / Gemer a Malohont
5. Gran / Esztergom / Ostrihom
6. Hont / Hont / Hont
7. Komorn / Komárom / Komárno
8. Liptau / Liptó / Liptov
9. Neograd / Nógrád / Novohrad
10. Neutra / Nyitra / Nitra
11. Preßburg / Pozsony / Prešporok
12. Raab / Győr / Ráb
13. Scharosch / Sáros / Šariš
14. Semplin / Zemplén / Zemplín
15. Sohl / Zólyom / Zvolen
16. Trentschin / Trencsén / Trenčín
17. Turz / Turóc / Turiec
18. Ung / Ung / Uh
19. Wieselburg / Moson / Mošoň
20. Zips / Szepes / Spiš

sowie ein winziger Teil im Nordosten des Komitats Saboltsch/Szabolcs südlich von Malé und Veľké Trakany.

## Komitate im heutigen Rumänien
Die Namen der Komitate, die heute ganz oder teilweise zum Staatsgebiet Rumäniens zählen, lauten bis 1918 wie folgt (deutsch / ungarisch / rumänisch):
1. Arad / Arad / Arad
2. Bihar / Bihar / Bihor
3. Bistritz-Naszod / Beszterce-Naszód / Bistrița-Năsăud
4. Eisenmarkt / Hunyad / Hunedoara
5. Fogarasch/Fogaras/Făgăraș
6. Groß-Kokelburg / Nagy-Küküllő / Târnava-Mare
7. Drei Stühle / Háromszék / Trei-Scaune
8. Hermannstadt / Szeben / Sibiu
9. Karasch-Severin / Krassó-Szörény / Caraș-Severin
10. Klausenburg / Kolozs / Cluj
11. Klein-Kokelburg / Kis-Küküllő / Târnava-Mică
12. Kronstadt / Brassó / Brașov
13. Mieresch-Thorenburg / Maros-Torda / Mureș
14. Odorhellen / Udvarhely / Odorhei
15. Sathmar / Szatmár / Sătmar
16. Sollnock-Dobeschdorf / Szolnok-Doboka / Solnoc-Dăbâca
17. Temesch / Temes / Timiș-Torontal
18. Thorenburg-Goldfluss / Torda-Aranyos / Turda
19. Torontal / Torontál / Torontal
20. Tschanad / Csanád / Cenad
21. Tschick / Csík / Ciuc
22. Ugotsch / Ugocsa / Ugocea
23. Unterweißenburg / Alsó-Fehér / Alba
24. Waldland / Szilágy / Sălaj